# Georg Gross (Politiker, 1909)
Georg Gross (* 10. Mai 1909 in Bremen; † 3. Dezember 1985) war ein Bremer Politiker (SRP) und Mitglied der Bremischen Bürgerschaft.

## Biografie
Nach Schulbesuch und Kaufmannslehre war er in Bremen berufstätig. Zum 1. Dezember 1930 trat er der NSDAP bei (Mitgliedsnummer 413.594), zum 15. Februar 1932 schloss er sich zusätzlich der SS an, in der er zum 24. Dezember 1934 zum SS-Scharführer befördert wurde. Von 1939 bis 1945 war er Soldat.
Nach Kriegsende war Gross bis August 1947 in Kriegsgefangenschaft und wurde nach seiner Rückkehr wieder im erlernten Beruf tätig. Er gehörte der 1949 gegründeten, nationalsozialistisch ausgerichteten Sozialistischen Reichspartei an, für die er von Oktober 1951 bis zum Parteiverbot am 23. Oktober 1952 ein Mandat in der Bremischen Bürgerschaft hatte.